# Frederick Elmes
Frederick Elmes, auch bekannt als Fred Elmes oder Fredrick Elmes (* 4. November 1946 in Mountain Lakes, New Jersey), ist ein US-amerikanischer Kameramann und Mitglied der A.S.C.

## Leben
Frederick Elmes studierte Fotografie am Rochester Institute of Technology und beendete sein Filmstudium am American Film Institute (AFI) 1972. Anschließend studierte er an der New York University. Während seiner Zeit beim AFI lernte er 1971 David Lynch kennen, für den er als Kameramann die Filme Eraserhead, Blue Velvet und Wild at Heart – Die Geschichte von Sailor und Lula drehte. Sein Schaffen für Film und Fernsehen umfasst mehr als 60 Produktionen.

## Filmografie (Auswahl)
- 1977: Eraserhead
- 1985: Broken Rainbow (Dokumentarfilm)
- 1986: Blue Velvet
- 1986: Das Messer am Ufer (River’s Edge)
- 1987: Alles über Himmel und Hölle (Heaven)
- 1987: Aria
- 1987: Quatermain II – Auf der Suche nach der geheimnisvollen Stadt (Allan Quatermain and the Lost City of Gold)
- 1988: The Cowboy and the Frenchman
- 1988: The Last Song (Permanent Record)
- 1990: Hollywoods Einzelgänger (Hollywood Mavericks)
- 1990: Wild at Heart – Die Geschichte von Sailor und Lula (Wild at Heart)
- 1991: Night on Earth
- 1993: Streets of New York (The Saint of Fort Washington)
- 1995: Wer hat Angst vorm Weihnachtsmann? (Reckless)
- 1997: Der Eissturm (The Ice Storm)
- 1997: In der Abenddämmerung (In the Gloaming)
- 1998: The Wedding
- 1999: Ride with the Devil
- 2000: Chain of Fools
- 2001: Chosen
- 2001: Storytelling
- 2002: 24 Stunden Angst (Trapped)
- 2003: Coffee and Cigarettes
- 2003: Hulk
- 2004: Kinsey – Die Wahrheit über Sex (Kinsey)
- 2005: Broken Flowers
- 2006: Namesake – Zwei Welten, eine Reise (The Namesake)
- 2008: Synecdoche, New York
- 2009: Bride Wars – Beste Feindinnen (Bride Wars)
- 2009: Brothers
- 2010: A. Hitler
- 2012: Saiten des Lebens (A Late Quartet)
- 2013: Horns
- 2014: Olive Kitteridge (Miniserie)
- 2016: Paterson
- 2016: The Night Of – Die Wahrheit einer Nacht (The Night Of, Miniserie)
- 2017: Wilson – Der Weltverbesserer (Wilson)
- 2019: The Dead Don’t Die
- 2019: The Jesus Rolls
- 2020: Hunters (Fernsehserie, 1 Folge)

## Auszeichnungen (Auswahl)
- ASC Lifetime Achievement Award 2020
- National Society of Film Critics Award 1987: Beste Kamera für Blue Velvet
- Independent Spirit Awards 1987: Nominierung für die beste Kamera für Blue Velvet
- Independent Spirit Awards 1991: Beste Kamera für Wild at Heart
- Independent Spirit Awards 1993: Beste Kamera für Night on Earth
- Chlotrudis Awards 1998: Nominierung für das beste visuelle Design für Der Eissturm